# Limnophora setinervoides
Limnophora setinervoides är en tvåvingeart som beskrevs av Ma 1981. Limnophora setinervoides ingår i släktet Limnophora och familjen husflugor. Inga underarter finns listade i Catalogue of Life.